# Pływanie na Letnich Igrzyskach Olimpijskich 1976 – 100 m stylem klasycznym mężczyzn
100 m stylem klasycznym mężczyzn – jedna z konkurencji pływackich rozgrywanych podczas XXI Igrzysk Olimpijskich w Montrealu. Eliminacje i półfinały miały miejsce 19 lipca, a finał 20 lipca 1976 roku.
Złoty medal zdobył Amerykanin John Hencken, który czasem 1:03,11 pobił rekord świata. Srebro wywalczył Brytyjczyk David Wilkie, ustanawiając nowy rekord Europy (1:03,43). Na najniższym stopniu podium stanął reprezentant ZSRR Arvydas Juozaitis (1:04,23; rekord kraju).

## Rekordy
Przed zawodami rekord świata i rekord olimpijski wyglądały następująco:
| Rekord            | Zawodnik         | Czas    | Miejsce   | Data             |       |
| ----------------- | ---------------- | ------- | --------- | ---------------- | ----- |
| Rekord świata     | John Hencken     | 1:03,88 | Concord   | 31 sierpnia 1974 | [ 1 ] |
| Rekord olimpijski | Nobutaka Taguchi | 1:04,94 | Monachium | 30 sierpnia 1972 | [ 2 ] |

W trakcie zawodów ustanowiono następujące rekordy:
| Data     | Etap konkurencji      | Zawodnik          | Czas    | Rekord |
| -------- | --------------------- | ----------------- | ------- | ------ |
| 19 lipca | wyścig eliminacyjny 1 | Duncan Goodhew    | 1:04,92 | OR     |
| 19 lipca | wyścig eliminacyjny 2 | Arvydas Juozaitis | 1:04,78 | OR     |
| 19 lipca | wyścig eliminacyjny 5 | John Hencken      | 1:03,88 | = ,    |
| 19 lipca | półfinał 2            | John Hencken      | 1:03,62 | ,      |
| 20 lipca | finał                 | John Hencken      | 1:03,11 | ,      |

## Wyniki

### Eliminacje
| Miejsce | Wyścig | Zawodnik             | Państwo           | Czas    | Uwagi |
| ------- | ------ | -------------------- | ----------------- | ------- | ----- |
| 1.      | 5      | John Hencken         | Stany Zjednoczone | 1:03,88 | Q, =  |
| 2.      | 5      | Nobutaka Taguchi     | Japonia           | 1:04,65 | Q,    |
| 3.      | 2      | Arvydas Juozaitis    | ZSRR              | 1:04,78 | Q     |
| 4.      | 1      | Duncan Goodhew       | Wielka Brytania   | 1:04,92 | Q     |
| 5.      | 4      | David Wilkie         | Wielka Brytania   | 1:05,19 | Q     |
| 5.      | 4      | Graham Smith         | Kanada            | 1:05,19 | Q     |
| 7.      | 2      | Peter Lang           | RFN               | 1:05,25 | Q     |
| 8.      | 4      | Larry Dowler         | Stany Zjednoczone | 1:05,32 | Q     |
| 9.      | 1      | Nikołaj Pankin       | ZSRR              | 1:05,38 | Q     |
| 10.     | 5      | Chris Woo            | Stany Zjednoczone | 1:05,39 | Q     |
| 11.     | 2      | Walter Kusch         | RFN               | 1:05,88 | Q     |
| 12.     | 4      | Sérgio Pinto Ribeiro | Brazylia          | 1:06,07 | Q     |
| 13.     | 3      | David Leigh          | Wielka Brytania   | 1:06,12 | Q     |
| 14.     | 5      | José Sylvio Fiolo    | Brazylia          | 1:06,18 | Q     |
| 15.     | 5      | Paul Jarvie          | Australia         | 1:06,22 | Q     |
| 16.     | 3      | Giorgio Lalle        | Włochy            | 1:06,38 | Q     |
| 17.     | 3      | Anders Norling       | Szwecja           | 1:06,52 | NR    |
| 18.     | 1      | Ove Wisløff          | Norwegia          | 1:06,85 |       |
| 19.     | 3      | Władimir Diemientjew | ZSRR              | 1:06,96 |       |
| 20.     | 1      | Tateki Shinya        | Japonia           | 1:07,59 |       |
| 21.     | 4      | Pedro Balcells       | Hiszpania         | 1:07,98 |       |
| 22.     | 1      | Cezary Śmiglak       | Polska            | 1:08,02 |       |
| 23.     | 2      | Steffen Kriechbaum   | Austria           | 1:08,09 |       |
| 24.     | 2      | Tuomo Kerola         | Finlandia         | 1:08,22 |       |
| 25.     | 5      | Zdravko Divjak       | Jugosławia        | 1:08,31 |       |
| 26.     | 2      | Carlos Nazario       | Portoryko         | 1:08,33 |       |
| 27.     | 1      | Mel Zajac            | Kanada            | 1:08,52 |       |
| 28.     | 3      | Gustavo Lozano       | Meksyk            | 1:08,89 |       |
| 29.     | 5      | Fred Nevin           | Kanada            | 1:09,93 |       |
| 30.     | 4      | Bruce Knowles        | Bahamy            | 1:11,65 |       |
| 31.     | 2      | Henrique Vicêncio    | Portugalia        | 1:13,55 |       |
| 32.     | 1      | Campari Knoepffler   | Nikaragua         | 1:15,18 |       |

### Półfinały

#### Półfinał 1
| Miejsce | Zawodnik             | Państwo           | Czas    | Uwagi |
| ------- | -------------------- | ----------------- | ------- | ----- |
| 1.      | David Wilkie         | Wielka Brytania   | 1:04,29 | Q     |
| 2.      | Giorgio Lalle        | Włochy            | 1:04,35 | Q,    |
| 3.      | Duncan Goodhew       | Wielka Brytania   | 1:04,59 | Q     |
| 4.      | Chris Woo            | Stany Zjednoczone | 1:04,86 | Q     |
| 5.      | Larry Dowler         | Stany Zjednoczone | 1:05,19 |       |
| 6.      | Nobutaka Taguchi     | Japonia           | 1:05,69 |       |
| 7.      | José Sylvio Fiolo    | Brazylia          | 1:06,38 |       |
| 8.      | Sérgio Pinto Ribeiro | Brazylia          | 1:06,69 |       |

#### Półfinał 2
| Miejsce | Zawodnik          | Państwo           | Czas    | Uwagi |
| ------- | ----------------- | ----------------- | ------- | ----- |
| 1.      | John Hencken      | Stany Zjednoczone | 1:03,62 | Q,    |
| 2.      | Graham Smith      | Kanada            | 1:03,92 | Q,    |
| 3.      | Walter Kusch      | RFN               | 1:04,28 | Q,    |
| 4.      | Arvydas Juozaitis | ZSRR              | 1:04,76 | Q     |
| 5.      | Peter Lang        | RFN               | 1:05,19 |       |
| 6.      | Nikołaj Pankin    | ZSRR              | 1:05,59 |       |
| 7.      | David Leigh       | Wielka Brytania   | 1:05,91 |       |
| 8.      | Paul Jarvie       | Australia         | 1:06,20 | NR    |

### Finał
| Miejsce | Zawodnik          | Państwo           | Czas    | Uwagi |
| ------- | ----------------- | ----------------- | ------- | ----- |
| 1 !     | John Hencken      | Stany Zjednoczone | 1:03,11 | WR    |
| 2 !     | David Wilkie      | Wielka Brytania   | 1:03,43 | ER    |
| 3 !     | Arvydas Juozaitis | ZSRR              | 1:04,23 | NR    |
| 4.      | Graham Smith      | Kanada            | 1:04,26 |       |
| 5.      | Giorgio Lalle     | Włochy            | 1:04,37 |       |
| 6.      | Walter Kusch      | RFN               | 1:04,38 |       |
| 7.      | Duncan Goodhew    | Wielka Brytania   | 1:04,66 |       |
| 8.      | Chris Woo         | Stany Zjednoczone | 1:05,13 |       |